# HMS M4
Pour les articles homonymes, voir M4.
Le HMS M4 était un sous-marin de classe M appartenant à la Royal Navy, l’un des quatre navires de sa classe commandés vers la fin de la Première Guerre mondiale. Il a été construit par Armstrong Whitworth, à Newcastle upon Tyne, et la pose de sa quille a eu lieu en 1917. Mais le 30 novembre 1921, le projet est annulé et le M4 est vendu comme une coque incomplète.

## Conception
À l’origine, ces navires devaient être des « sous-marins canonnières », mais leur rôle avait été modifié avant que la conception détaillée ne commence. Ils étaient équipés d’un canon de 305 mm destiné à être utilisé contre les navires de surface de préférence aux torpilles, l’argument étant qu’on n’avait recensé aucun cas d’attaque à la torpille couronnée de succès contre un navire de guerre lorsque celui-ci était en route et à une distance de tir supérieure à 915 mètres.

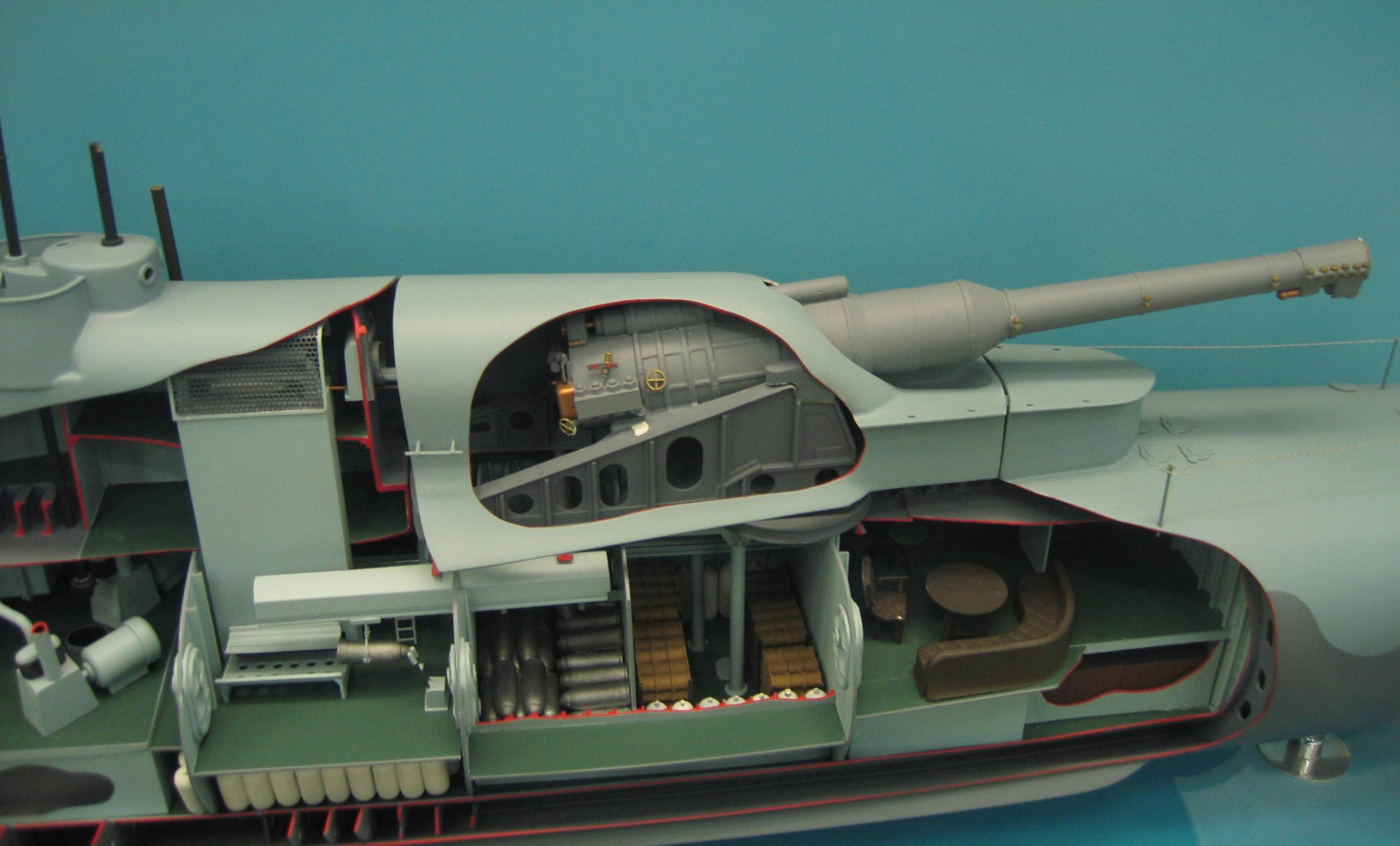
Maquette de section du M1 au Science Museum de Londres, montrant la tourelle de 12 in

Bien que le canon ait une portée effective de 13 700 m, il était normalement tiré à l’aide d’un simple viseur alors que le sous-marin naviguait en immersion périscopique, avec le canon dépassant à peine au-dessus de l’eau. Il était important de couler ou de mettre hors de combat la cible dès le premier tir, car l’arme ne pouvait être rechargée qu’en surface.
Les navires mesuraient 90,14 m de long, et leur déplacement était de 1 980 t en immersion.